# Ministerio de Desarrollo Agrario y Riego
El Ministerio de Desarrollo Agrario y Riego es la institución del Estado Peruano, encargada del sector agrario.

## Reseña
Fue creado por Ley 9711, el 2 de enero de 1943, durante el gobierno de Manuel Prado Ugarteche como Ministerio de Agricultura, siendo el designado Benjamín Roca García como primer titular. El segundo ministro de Agricultura, denominó al ministerio como Ministerio de Agricultura y Alimentación, llamado así hasta que recuperó su nombre en el gobierno de Jose Luis Bustamante y Rivero. En 2013, en pleno Gobierno de Ollanta Humala, pasó a llamarse Ministerio de Agricultura y Riego.
En 2020, el Congreso aprobó el cambio de nombre a Ministerio de Desarrollo Agrario y Riego - MINDAR (actualmente MIDAGRI).
Su función principal es la preocupación del sector agrario del Perú.

## Organización
El Ministerio de Desarrollo Agrario y Riego del Perú se organiza en:
- Ministro de Desarrollo Agrario y Riego
- Viceministro de Desarrollo de Agricultura Familiar e Infraestructura Agraria y Riego
  - Dirección General de Políticas Agrarias
  - Dirección General de Seguimientos y Evaluación de Políticas
  - Dirección General de Articulación Intergubernamental
- Viceministra de Políticas y Supervisión del Desarrollo Agrario
  - Dirección General Agrícola
  - Dirección General de Ganadería
  - Dirección General de Asuntos Ambientales Agrarios
  - Dirección General de Infraestructura Agraria y Riego
- Secretaría General
  - Oficina General de Planeamiento y Presupuesto Agraria
  - Oficina General de Asesoría Jurídica
  - Oficina General de Administración
  - Oficina General de Gestión de Recursos Humanos
- Consejo Consultivo Agrario
- Oficina de Auditoría Interna
- Procuradoría Pública
- Dirección General de Negocios Agrarios
- Direcciones Regionales Agrarias
- Agencias Agrarias

## Objetivos
- Fortalecer las organizaciones de productores y promover su integración bajo los enfoques de manejo de las cuencas y cadenas productivas.
- Fomentar la innovación tecnológica y capacitación vinculada a la gestión empresarial del productor agrario, facilitando asistencia técnica.
- Establecer un sistema de información agraria que permita a los agentes económicos una eficiente toma de decisiones para la gestión.
- Facilitar a los productores agrarios el acceso a servicios de asesoría jurídica, administrativa, de gestión, financiamiento, asistencia técnica, sanidad y otros que les permitan mejorar su capacidad de gestión.
- Facilitar la articulación de la pequeña agricultura con la economía de mercado, a través del establecimiento de políticas para el uso adecuado de los recursos naturales.

## Órganos adscritos al Ministerio
- Autoridad Nacional del Agua (ANA)
- Instituto Nacional de Innovación Agraria (INIA)
- Servicio Nacional de Sanidad Agraria del Perú (SENASA)
- Agromercado[5]
- Servicio Nacional Forestal y de Fauna Silvestre (SERFOR)
- Proyecto Especial Jequetepeque Zaña (PEJEZA)